# Taboulé

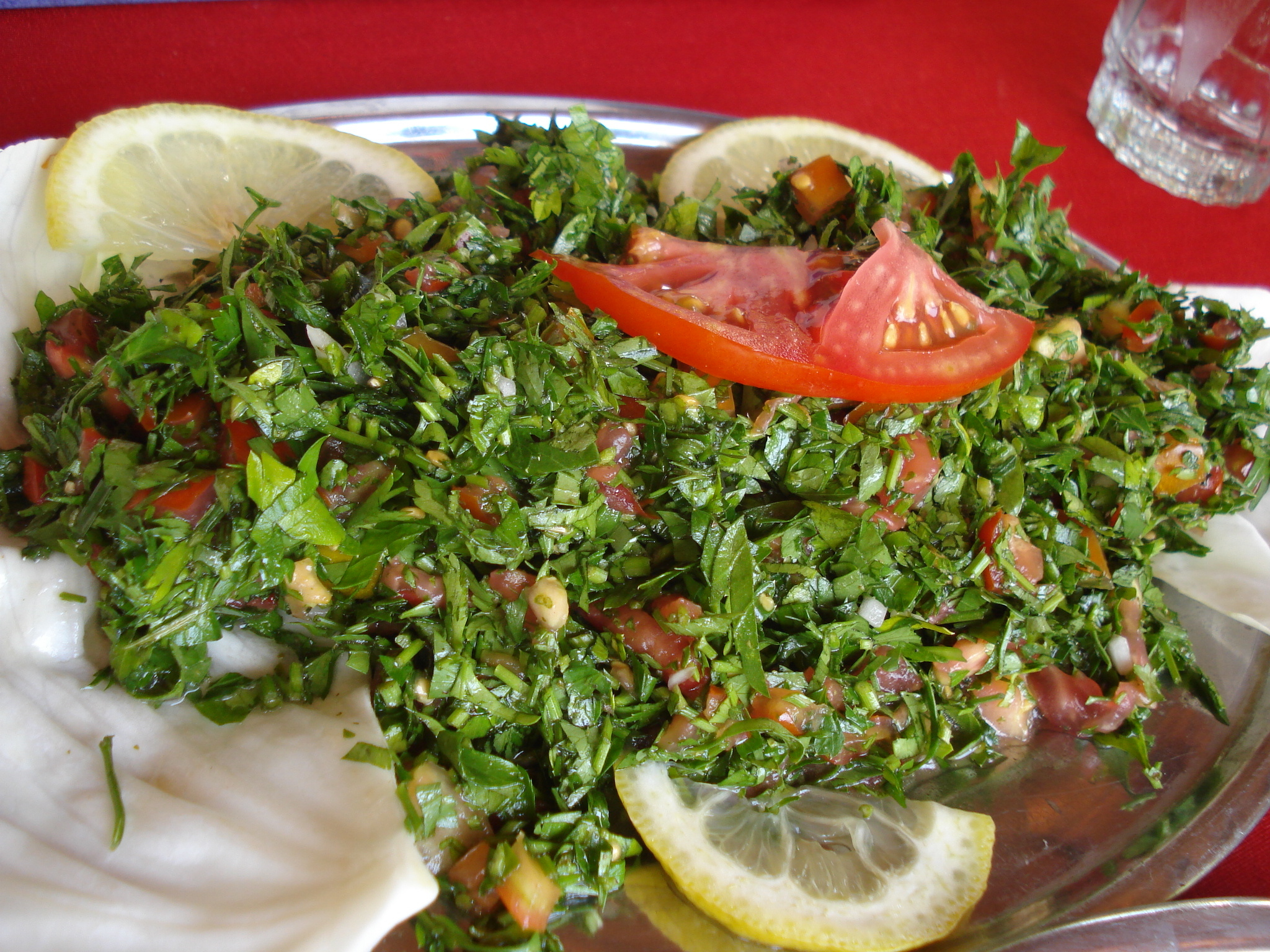
Taboulé

Taboulé of tabouleh is een salade uit de Libanese, Syrische en Jordaanse keuken. Het wordt als voorgerecht of bijgerecht gegeten.
Het gerecht bestaat vooral uit gesneden peterselie, tomaten, munt, met uien, bosui of sjalotten met wat bulgur. Het geheel wordt overgoten met olijfolie en citroensap en gekruid met zout, chilipeper, komijn en koriander.
Tabbūle betekent licht scherp in het "Oud"-Syrisch-Libanees-Arabisch.